# Pseudobranchus axanthus
Pseudobranchus axanthus är en ållik art i ordningen stjärtgroddjur och familjen Sirenidae som finns i Florida.

## Utseende
Salamandern är ålliknande med mycket små framben, inga bakben och yttre, buskiga gälar. Längden är 12 till 19 cm. Den är nära släkt med Pseudobranchus striatus, och räknades förr till denna art. Ovansidan är mörkt olivfärgad med 3 ljusare strimmor, medan buken är grå med en brunaktig längsstrimma, omgiven av ljusare fält.

## Taxonomi
Salamandern har två underarter, P. a. axanthus och P. a. belli.

## Utbredning
Arten finns i Florida i USA, utom den kontinentala delen längst i norr.

## Vanor
Arten lever helt i vatten och föredrar grunda sjöar och vegetationsrika träsk, till exempel Everglades. Den lever av bland annat märlkräftor, musselkräftor, vattenlevande fåborstmaskar och fjädermygglarver. Parning och larvutveckling sker i vatten; honan lägger äggen bland vattenväxter. Larven blir könsmogen efter omkring 2 år.

## Status
Pseudobranchus axanthus är klassad som livskraftig ("LC"), men beståndet minskar, framför allt på grund av våtmarksförlust till följd av urbanisering.